# Baudenkmalensemble Villenviertel
Das Baudenkmalensemble Villenviertel ist eine Gruppe von Baudenkmalen in der niedersächsischen Stadt Wolfenbüttel.  Der Stand der Liste ist der 18. August 2022. Die Quelle der Baudenkmale ist der Denkmalatlas Niedersachsen.

## Gruppe: Leibnizstraße 1–13
Baudenkmal (Gruppe):

| Lage                        | Bezeichnung        | Beschreibung | ID       | Bild |
| --------------------------- | ------------------ | ------------ | -------- | ---- |
| 52° 9′ 54″ N, 10° 31′ 56″ O | Leibnizstraße 1-13 |              | 33863938 | BW   |

Baudenkmale (Einzeln):

| Lage                                              | Bezeichnung   | Beschreibung | ID       | Bild |
| ------------------------------------------------- | ------------- | ------------ | -------- | ---- |
| Anna-Vorwerk-Straße 1 52° 9′ 57″ N, 10° 31′ 56″ O | Wohnhaus      |              | 33873955 | BW   |
| Anna-Vorwerk-Straße 2 52° 9′ 57″ N, 10° 31′ 53″ O | Wohnhaus      |              | 33873934 | BW   |
| Anna-Vorwerk-Straße 4 52° 9′ 56″ N, 10° 31′ 53″ O | Wohnhaus      |              | 33873912 | BW   |
| Leibnizstraße 1 52° 9′ 51″ N, 10° 31′ 58″ O       | Wohnhaus      |              | 33873803 | BW   |
| Leibnizstraße 2 52° 9′ 52″ N, 10° 31′ 57″ O       | Wohnhaus      |              | 33873761 | BW   |
| Leibnizstraße 2a 52° 9′ 52″ N, 10° 31′ 59″ O      | Wohnhaus      |              | 33873162 | BW   |
| Leibnizstraße 3 52° 9′ 53″ N, 10° 31′ 57″ O       | Wohnhaus      |              | 33873162 |      |
| Leibnizstraße 4 52° 9′ 54″ N, 10° 31′ 57″ O       | Wohnhaus      |              | 33873719 |      |
| Leibnizstraße 4a 52° 9′ 55″ N, 10° 31′ 57″ O      | Wohnhaus      |              | 33873698 | BW   |
| Leibnizstraße 4b 52° 9′ 55″ N, 10° 31′ 57″ O      | Wohnhaus      |              | 33873677 | BW   |
| Leibnizstraße 6 52° 9′ 57″ N, 10° 31′ 57″ O       | Altenwohnheim |              | 33873635 |      |
| Leibnizstraße 7 52° 9′ 56″ N, 10° 31′ 55″ O       | Wohnhaus      |              | 33873593 | BW   |
| Leibnizstraße 8 52° 9′ 55″ N, 10° 31′ 55″ O       | Wohnhaus      |              | 33873572 | BW   |
| Leibnizstraße 10 52° 9′ 54″ N, 10° 31′ 55″ O      | Wohnhaus      |              | 33873530 | BW   |
| Leibnizstraße 11 52° 9′ 53″ N, 10° 31′ 56″ O      | Wohnhaus      |              | 33873509 |      |
| Leibnizstraße 12 52° 9′ 52″ N, 10° 31′ 56″ O      | Wohnhaus      |              | 33873488 | BW   |
| Leibnizstraße 13 52° 9′ 52″ N, 10° 31′ 56″ O      | Wohnhaus      |              | 33873467 | BW   |

### Gruppe: Lessingstraße 4, 6, 8, 10
Baudenkmal (Gruppe):

| Lage                                                  | Bezeichnung               | Beschreibung | ID       | Bild |
| ----------------------------------------------------- | ------------------------- | ------------ | -------- | ---- |
| Lessingstraße 4, 6, 8, 10 52° 9′ 53″ N, 10° 31′ 52″ O | Lessingstraße 4, 6, 8, 10 |              | 33862526 | BW   |

Baudenkmale (Einzeln):

| Lage                                         | Bezeichnung | Beschreibung | ID       | Bild |
| -------------------------------------------- | ----------- | ------------ | -------- | ---- |
| Lessingstraße 4 52° 9′ 52″ N, 10° 31′ 53″ O  | Wohnhaus    |              | 33873446 |      |
| Lessingstraße 6 52° 9′ 52″ N, 10° 31′ 53″ O  | Wohnhaus    |              | 33873425 |      |
| Lessingstraße 8 52° 9′ 53″ N, 10° 31′ 53″ O  | Wohnhaus    |              | 33873404 |      |
| Lessingstraße 10 52° 9′ 54″ N, 10° 31′ 52″ O | Wohnhaus    |              | 33873383 | BW   |